# Atalayasa
Atalayasa o Atalaya de San José (en catalán y oficialmente Sa Talaia, que significa, literalmente La Atalaya) es el monte más alto de la isla de Ibiza (Islas Baleares, España) con 475 metros de altura. Está situado en el centro del municipio de San José, en el sur de la isla. Desde Sa Talaia se puede contemplar una de las mejores panorámicas de la isla. Además, la montaña es muy adecuada para practicar senderismo.